# 기아 EV4
기아 EV4는 대한민국 기아자동차에서 생산하는 준중형 전기 세단이다

2025년 2월 17일에 외장 디자인을 공개했다. EV4의 전면부는 수직 형상의 헤드램프와 스타맵 시그니처 라이팅이 조화를 이룬 타이거 페이스가 적용됐으며, 하단부 디자인은 기하학적인 패턴을 적용한 범퍼가 적용됐다. 또한 시각적 대비를 활용한 독창적인 형상의 19인치 휠이 적용됐다. 후면부는 기존 세단에서 볼 수 없었던 루프 스포일러가 차체 양 끝에 배치되었으며, 수직형 테일램프는 전면부 램프 디자인과 통일해 트렁크의 넓은 폭을 강조했다.
EV4 GT 라인은 기본 모델의 혁신적인 디자인을 바탕으로 날개 형상의 전∙후면부 범퍼, 삼각형 조형을 중심으로 디자인된 19인치 휠 등 전용 디자인 요소가 적용됐다.
2월 말에 열리는 스페인 타라고나에서 2025 기아 EV 데이에서 EV4의 내장 디자인과 세부 사양을 공개할 예정이다.
2025년 2월 24일에 열린 2025 기아 EV 데이에서 더 기아 EV4가 공개됐으며, 세단과 해치백 2가지로 내놓기로 했다. EV4는 E-GMP를 기반으로 81.4kWh 용량의 배터리를 탑재한 롱 레인지(LR) 모델과 58.3kWh 용량의 배터리를 탑재한 스탠다드 모델이 운영된다. EV4 스탠다드 및 롱레인지 모델의 복합 전비는 5.8km/kWh며, 롱레인지 모델은 자체 측정 기준 350kW급 충전기로 약 31분만에 배터리 충전량 10%에서 80%까지 충전이 가능하다. 또한 1회 충전으로 533km 주행이 가능하다.
EV4에는 휠 갭 리듀서와 17인치 공력 휠이 적용됐으며, 냉각 저항 개선을 위해 범퍼 일체형 액티브 에어 플랩을 탑재했다. 외장 색상은 모닝 헤이즈, 마그마 레드, 요트 블루(무광), 스노우 화이트 펄, 아이보리 실버(유광/무광), 셰일 그레이, 오로라 블랙 펄 등 총 8가지로 운영된다.
내부는 전방으로 80mm 확장 가능한 슬라이딩 콘솔 테이블와 2열을 향해 수평으로 열 수 있는 회전형 암레스트, 릴랙션 시트, 시트 포지션과 조명 밝기를 전환할 수 있는 인테리어 모드 등이 적용됐으며, 동급 최대 수준인 490L(VDA 기준)의 트렁크를 갖췄다.
그 외에도 i-페달 3.0, 실내ᆞ외 V2L 기능, 기아 AI 어시스턴트, 무선 소프트웨어 업데이트 기능, 빌트인 캠 2 Plus, 디지털키 2, 무선 폰 커넥티비티 등 최신 커넥티비티 사양이 탑재됐으며, 스티어링 휠 그립 감지, 전방 충돌방지 보조, 후측방 충돌방지 보조, 차로 이탈방지 보조, 지능형 속도 제한 보조, 운전자 주의 경고, 내비게이션 기반 스마트 크루즈 컨트롤, 헤드업 디스플레이, 서라운드 뷰 모니터, 원격 스마트 주차 보조, 안전 하차 경고 등의 편의사양도 탑재됐다.

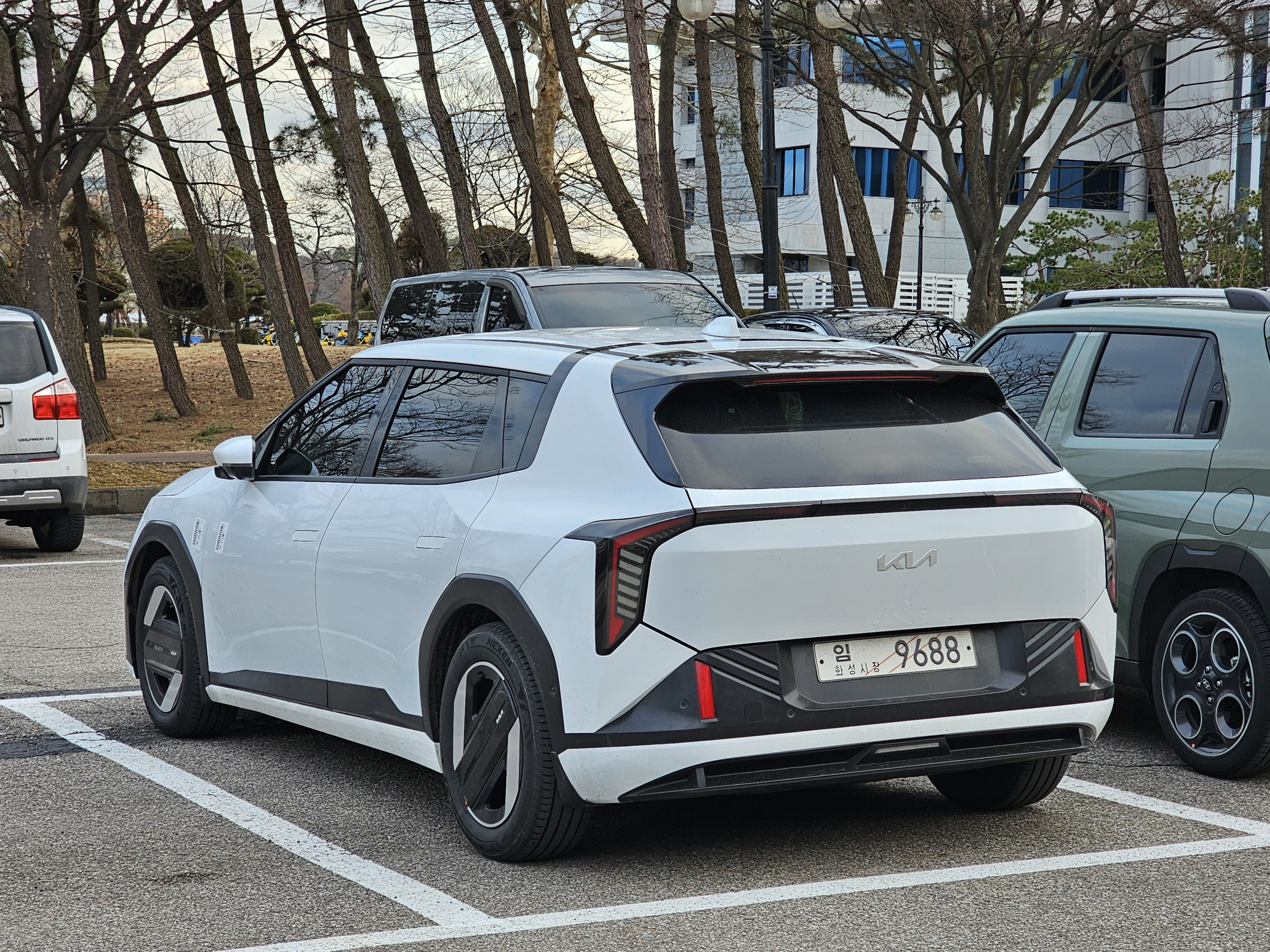
기아 EV4 해치백 후면

기아에서 2024년에 K3를 단산시킨 후 K4를 해외 시장용으로만 출시한다고 발표하면서, 대한민국에는 EV4가 K4의 역할을 대신한다. 다만 대한민국 내수에는 세단형만 판매하고, 대한민국에서 상대적으로 인기가 적은 해치백형은 수출용으로 생산한다.
2025년 3월 10일부터 사전 계약을 시작했다.

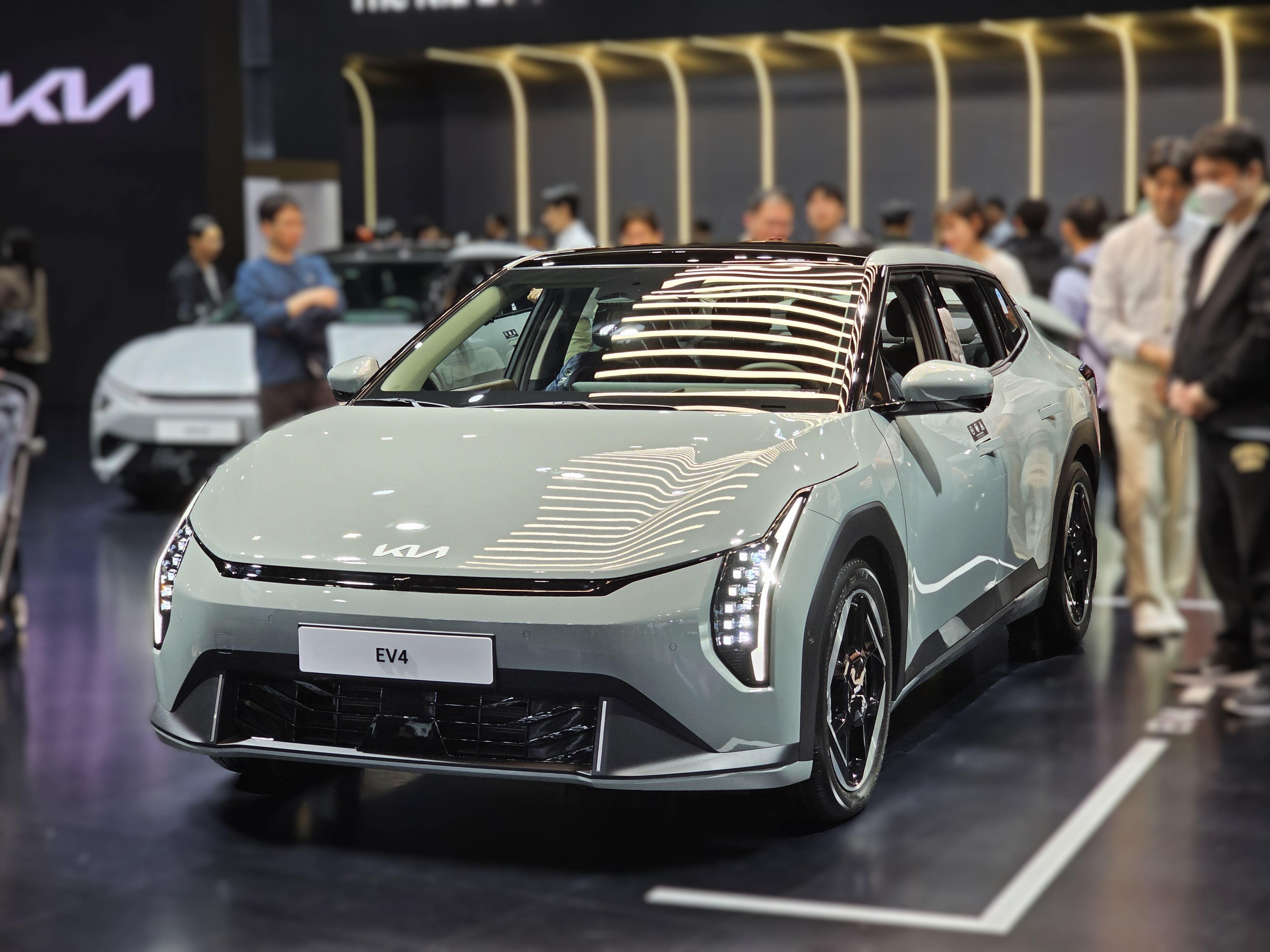
EV4 세단
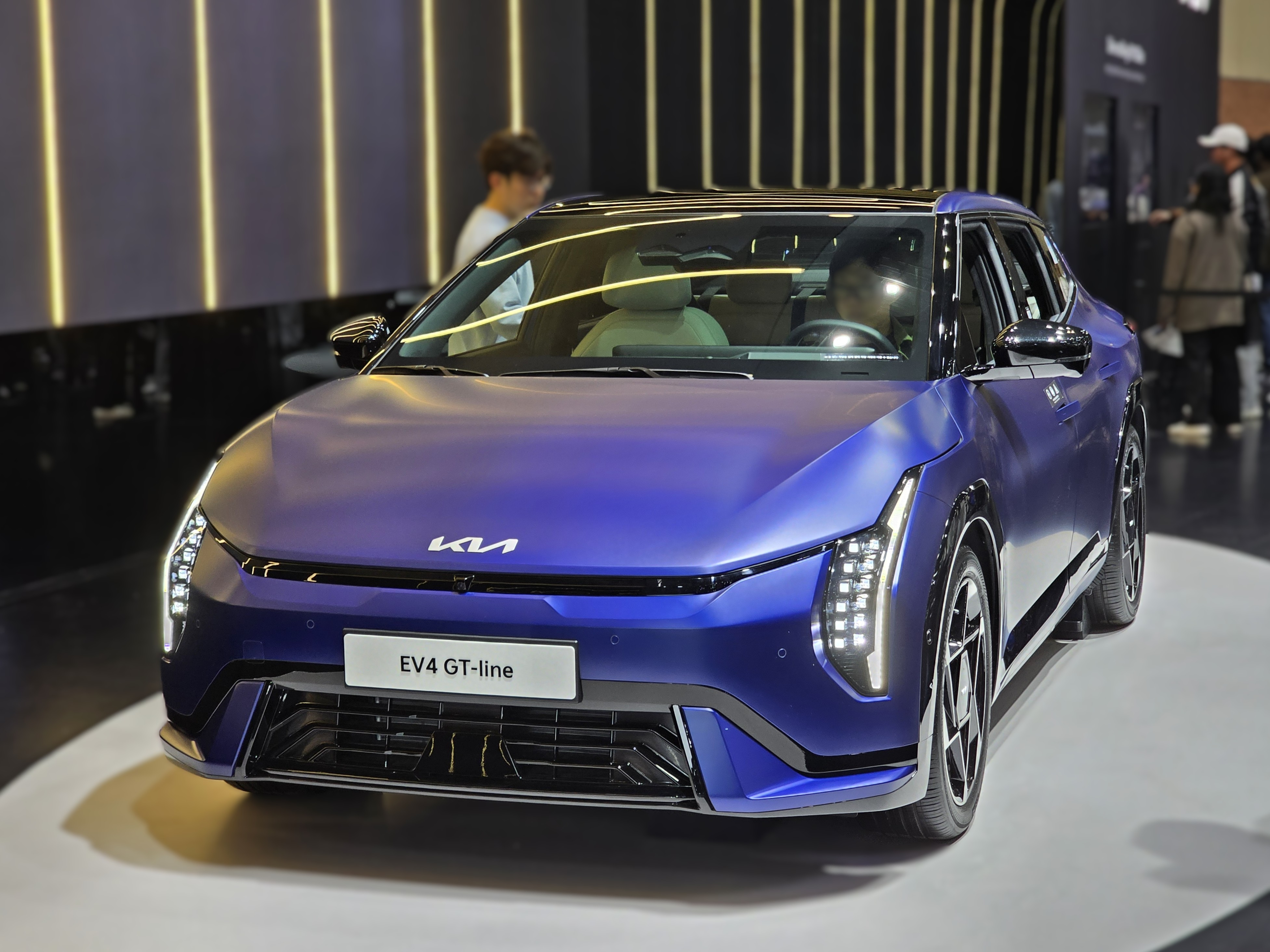
GT-라인
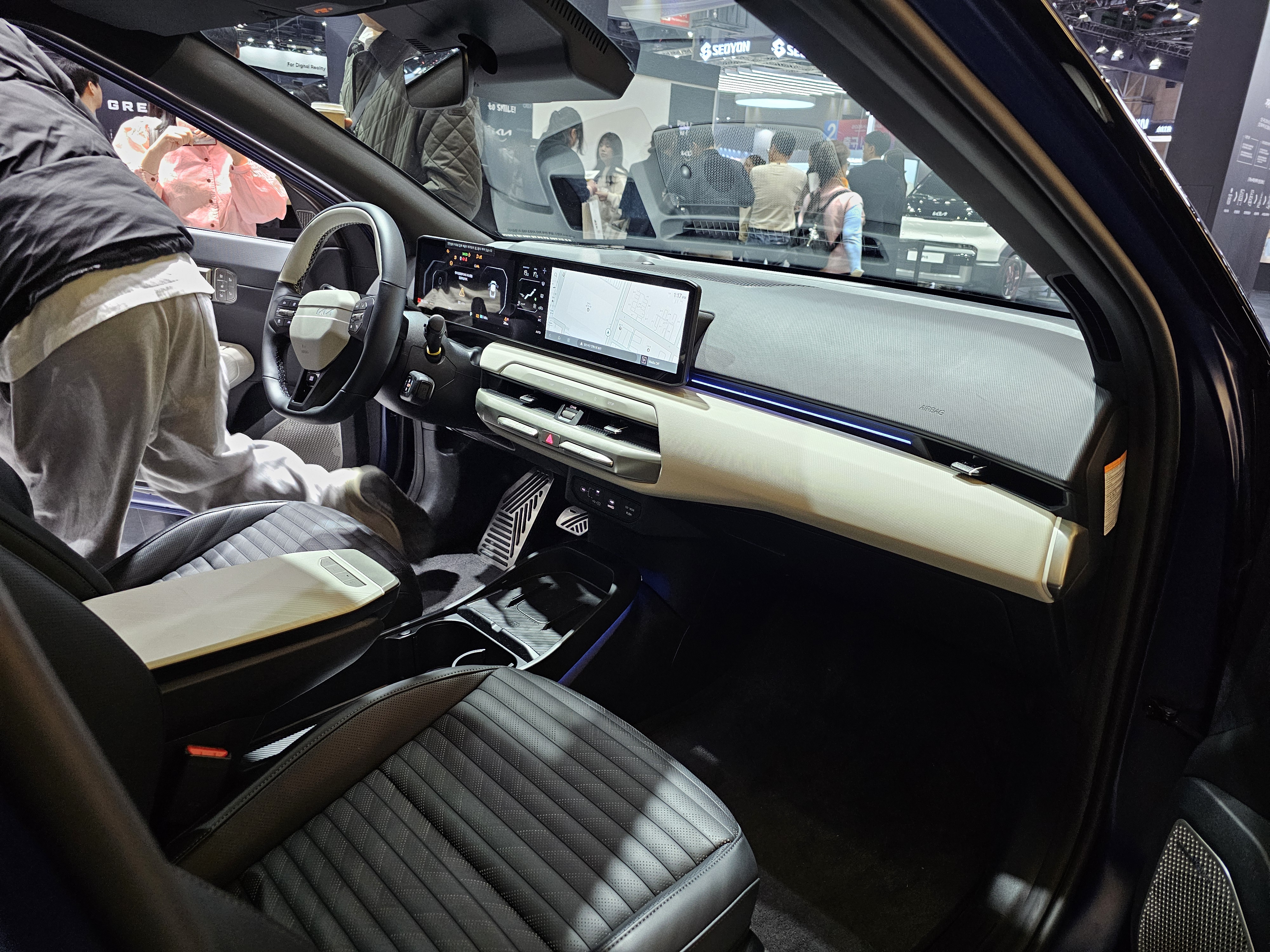
실내

## 제원
| 구분                                                                   | EV4       | EV4       |
| 구분                                                                   | 스탠다드  | 롱레인지  |
| 전장(mm)                                                               | 4,730     | 4,730     |
| 전폭(mm)                                                               | 1,860     | 1,860     |
| 전고(mm)                                                               | 1,480     | 1,480     |
| 축거(mm)                                                               | 2,820     | 2,820     |
| 모터 최고출력(kW) / 최대토크(Nm)                                       | 150 / 283 | 150 / 283 |
| 배터리 용량(kWh)                                                       | 58.3      | 81.4      |
| 1회 충전 복합 주행거리(km) / 복합전비(km/kWh) *17인치 휠 2WD 국내 기준 | 382 / 5.8 | 533 / 5.8 |

※ 각 사양은 출시 국가별로 다르게 운영될 수 있음

## 같이 보기
- 전기차
- 기아
- 현대자동차그룹